# Elizabeth Holden
Elizabeth Holden (Douglas, 12 settembre 1997) è una ciclista su strada britannica che corre per l'UAE Team ADQ.

## Palmarès

### Strada
- 2023 (UAE Team ADQ, una vittoria)

Campionati britannici, Prova a cronometro Elite

#### Altri successi
- 2019 (Drops)

Classifica giovani Giro della Toscana Femminile-Memorial Michela Fanini

## Piazzamenti

### Grandi Giri
- Giro d'Italia

2018: 86ª
2020: ritirata (9ª tappa)
2021: fuori tempo massimo (4ª tappa)
2024: 78ª
- Tour de France

2022: 36ª
2023: 59ª
2024: 78ª

### Competizioni mondiali
- Campionati del mondo

Richmond 2015 - Cronometro Junior: 31ª
Richmond 2015 - In linea Junior: 35ª
Wollongong 2022 - In linea Elite: 70ª
Glasgow 2023 - Cronometro Elite: 14ª
Glasgow 2023 - In linea Elite: ritirata
Zurigo 2024 - In linea Elite: ritirata

### Competizioni europee
- Campionati europei

Alkmaar 2019 - Cronometro Under-23: 6ª
Alkmaar 2019 - In linea Under-23: 18ª